# David Linx
Pour les articles homonymes, voir Linx.
David Linx est un parolier, compositeur et chanteur de jazz belge, né le 22 mars 1965 à Bruxelles.

## Biographie
Fils d’Elias Gistelinck (nl) (1935-2005), compositeur contemporain et trompettiste, producteur à la RTBF, initiateur du festival Jazz Middelheim à Anvers, David Linx grandit dans un environnement favorable à la musique qui l’amène à suivre très jeune des cours de solfège et à côtoyer de près certains des plus grands jazzmen.
Il commence par s'initier à la flûte et au piano, puis apprend la batterie. Mais il est intéressé très tôt par le chant, écoutant d'abord les chanteuses de jazz (Betty Carter, Ella Fitzgerald). Puis il découvre Mark Murphy (qu'il accompagne à la batterie à l'âge de seize ans), l'une de ses influences importantes.
Vers l’âge de 10 ans, la découverte des œuvres de James Baldwin, en écho à sa propre rébellion intérieure, l’émeut profondément. Il n’aura dès lors de cesse de vouloir rencontrer l’écrivain américain, figure du mouvement pour les droits civiques. Abordé à l’occasion d’une lecture publique à Amsterdam, celui-ci accepte un an plus tard, en 1982, de recevoir l’adolescent à son domicile de Saint-Paul-de-Vence, partager sa vie et le choisir comme un père adoptif,. David Linx fera grâce à lui la connaissance de Miles Davis, qu'il cite parmi ses références pour la tenue de notes sans vibrato.
Dans le même temps, son parrain, le saxophoniste américain Nathan Davis l’amène à Paris et lui présente le batteur Kenny Clarke qui deviendra son professeur de batterie et chez qui il vivra. Sur cet instrument, il accompagne dans les clubs de Belgique et des Pays-Bas des musiciens tels que Horace Parlan, Harry 'Sweets' Edison, Sahib Shihab, Ernie Wilkins, Richard Boone ou Slide Hampton. C'est à partir de 1988 qu'il délaisse la batterie pour devenir chanteur sous son nom de scène.
Depuis 1992, David Linx forme un duo avec le pianiste Diederik Wissels. Il enseigne le chant au Conservatoire royal de Bruxelles en Belgique, et en masterclasses à l'occasion de certains concerts et festivals.
David Linx se produit et enregistre avec de nombreux artistes d'influences multiples comme Maria João, Fay Claassen (nl), Maria Pia De Vito, Claude Nougaro, Maurane, Jasser Haj Youssef, Natalie Dessay, Viktor Lazlo, Élisabeth Kontomanou, Laïka Fatien, André Minvielle, Chloé Cailleton. Attiré par le Brésil, il multiplie les rencontres avec des artistes tels que Ivan Lins, Caetano Veloso, Lenine ou Hamilton de Holanda. En mai 2011, il fait une tournée aux États-Unis avec l'orchestre de Philadelphie.
Sa rencontre avec le chanteur cubain Erick de Armas sera déterminante pour ce dernier, David Linx le prenant en main pour la réalisation artistique, les arrangements et la production de son premier album Alivio y Recuerdos (Harmonia Mundi) en 2006.

## Discographie
- 1988 : Hungry Voices, BMR
- 1990 : A Lover's Question, Les Disques du Crépuscule, avec James Baldwin lisant ses poèmes (enregistré en 1986[2])
- 1990 : Where Rivers Join, HKM, Jack Van Poll (piano), Hein Van de Geyn (contrebasse), Hans Van Oosterhout (batterie), invitée : Viktor Lazlo (voix)
- 1991 : Moon to Your Sun, Les Disques du Crépuscule
- 1991 : When Time Takes its Share, Les Disques du Crépuscule, avec Nathalie Loriers (piano), Chris Joris (percussion)
- 1992 : Kamook, avec Diederik Wissels (p)
- 1993 : If One More Day, Les disques du crépuscule, avec Diederik Wissels (p)
- 1995 : Encores, HKM
- 1997 : Up Close, Label Bleu, avec Diederik Wissels (p)
- 1997 : Standards, Nathalie Loriers (p), Nicolas Thys (b), Hans Van Oosterhout (d), invité : Diederik Wissels (p)
- 1998 : Bandarkâh, Label Bleu, avec Diederik Wissels (p)
- 2001 : L'instant d'après, Polydor, album de chansons françaises
- 2001 : Heartland, Universal music, avec Diederik Wissels (p) et Paolo Fresu (tp)
- 2003 : This Time, Le chant du monde, avec Diederik Wissels (p)
- 2005 : One Heart, Three Voices, e-motive Records / Nocturne, avec Diederik Wissels (p), Fay Claassen et Maria Pia De Vito (chant)
- 2007 : Changing Faces, O+ Music, avec le Brussels Jazz Orchestra
- 2010 : Follow the Songlines, Naïve Records, avec Maria João (voc), Christophe Wallemme (b), Diederik Wissels (p), et l'Orchestre national de Porto
- 2011 : Rock My Boat, Naïve Records, avec Rhoda Scott et André Ceccarelli.
- 2012 : A Different Porgy & Another Bess, Naïve Records, avec Maria João (voc) et le Brussels Jazz Orchestra.
- 2013 : Winds of Change, Just Looking Records, avec Diederik Wissels (p), Donald Kontomanou (d), Ibrahim Maalouf (t), Jacques Schwarz-Bart (ts), Manu Codjia (g).
- 2013 : Is That Pop Music?!? avec David Chevallier (g), Cristal Records.
- 2013 : A Nous Garo avec André Ceccarelli, Just Looking Productions.
- 2015 : The Whistleblowers avec Paolo Fresu et Diederik Wissels, Bonzai Records
- 2016 : Brel, avec le Brussels Jazz Orchestra (Jazz Village)
- 2018 : 7000 Miles, avec André Ceccarelli (d), Diego Imbert (b), Pierre-Alain Goualch (p) (Sound Surveyor Music)

Participations :
- 1999 : avec Michel Benita, Lower the Walls, (Label Bleu)
- 2001 : avec Laurent Cugny, A Personal Landscape (Universal Jazz)
- 2002 : avec Gábor Winand, Corners of my mind (Budapest Music Center)
- 2004 : avec Claude Nougaro, La Note Bleue (Blue Note Records)
- 2004 : avec Christophe Wallemme, Time Zone (Plus Loin Music)
- 2005 : avec Sidji Moon, Nomades (Cristal Records)
- 2005 : avec Guillaume de Chassy et Daniel Yvinec, Wonderful World (Bee Jazz)
- 2007 : avec Daniel Yvinec, The Lost Crooners (Bee Jazz)
- 2007 : avec Olivier Calmel Quartet, Empreintes (Musica Guild)
- 2007 : avec Viktor Lazlo, Begin The Biguine (Polydor), produit par David Linx
- 2008 : avec Raphaël Didjaman, Hommage à Arthur Rimbaud (Tribal Zik Records)
- 2008 : avec Diederik Wissels, The hillock songstress (Igloo Records)
- 2008 : avec Diederik Wissels, From this day forward (Igloo Records)
- 2008 : avec Guillaume de Chassy, Faraway so close (Bee Jazz)
- 2009 : avec André Ceccarelli, Le coq et la pendule, Hommage à Claude Nougaro (Plus Loin Music)
- 2009 : avec Khalil Chahine, Noun (Turkhoise)
- 2009 : avec Olivier Louvel, Sloo (Plus Loin Music)
- 2010 : avec André Minvielle et Jon Hendricks, Follow Jon Hendricks ... If You Can (Bee Jazz)
- 2010 : avec Daniel Goyone, Haute mer (Label Bleu)
- 2010 : avec Diederik Wissels, Kaos (Laborie Records)
- 2010 : avec Laurent Cugny, La Tectonique des nuages (Signature Radio France)
- 2012 : avec Jasser Haj Youssef, Sira (Radio France Internationale)

## Distinctions honorifiques et récompenses
En 2005
- Chevalier des Arts et des Lettres par le Ministre de la Culture.
- Grand Prix du disque de l’Académie Charles-Cros dans la catégorie jazz pour l'album One Heart, Three Voices.
- Prix Bobby Jaspar du Musicien Européen de l’Académie du jazz.
- Prix de l’Adami pour l’ensemble de son œuvre.

En 2007
- Chevalier de l'Ordre de la Couronne[4],[5],[6]

En 2011
- Avec Maria João : "Artiste vocal de production française", Victoires du jazz

En 2014
- Octave Jazz en compagnie de Diederick Wissels

En 2017
- Octave d'Honneur en Belgique pour l’ensemble de sa carrière[7]
- Edison Jazz/World Award (de) pour l'album Brel avec le Brussels Jazz Orchestra[8]

En 2020
- Coup de cœur Jazz et Blues de l'Académie Charles-Cros pour Skin In The Game, proclamé le 5 février 2021 dans l’émission Open Jazz d’Alex Dutilh sur France Musique[9].

En 2021
- Prix du Jazz vocal décerné par l'Académie du jazz[10]